# Histoire de l'administration des Eaux et Forêts en France
Cet article présente les faits marquants de l'histoire de l'administration des Eaux et Forêts chargée des forêts, de la chasse, de la pêche en eau douce, mais aussi dès 1861 de la première réserve ou dès 1913 du premier parc en France.

## Histoire

### LeXIIIesiècle, temps desgruyers
C’est au XIIIe siècle qu'apparaît l’appellation « Eaux et Forêts », dans une ordonnance de 1219, à la demande du roi Philippe II Auguste. Cette ordonnance porte sur une réglementation de l'exploitation et des ventes du bois. Le premier aménagement forestier connu date de 1230.
On trouve pour la première fois une ébauche d’organisation forestière grâce à l’ordonnance du roi Philippe IV Le Bel, en août 1291, mettant au jour la maîtrise des Eaux et Forêts en France qui définissant leur rôle aux Maîtres des forêts : enquêteurs, inquisiteurs et réformateurs.

### LeXIVesiècle, âge des souverains maîtres des Eaux et Forêts
Au XIVe siècle, le roi Philippe V le Long élabore en 1318 une ordonnance réglant les problèmes des officiers des Eaux et Forêts. 
Par la suite, à cause de la pénurie de bois et de l’agrandissement du royaume de France, Philippe VI de Valois crée alors la première administration forestière, par l’ordonnance de Brunoy de 1346. Les Eaux et Forêts doivent alors surveiller le domaine royal dans les matières forestières, des eaux et de la chasse. 
La grande épidémie de peste noire qui sévit en France à partir de 1347 anéantit des régions entières et divise presque par deux la population européenne, donnant lieu à une déprise agricole généralisée et à une repousse forestière importante. 
Charles V le Sage crée en 1371 le « Souverain Maître des Eaux et Forêts par tout le royaume » qui nomme aux emplois subalternes et rend la justice en appel dans le ressort du Parlement de Paris et de Rouen, au siège des Tables de Marbre.  À la suite de plusieurs ordonnances de 1376, il élabore une ébauche de « Code forestier » traitant alors des assiettes, de marteaux, de police et du règlement d’exploitation des bois de marine. Les coupes sont délimitées par l’arpenteur, à la craie rouge ou noire.
Puis Charles VI le Bien-Aimé conforte les créations de son prédécesseur en créant le « Souverain et général maître ordonnateur, dispositeur et réformateur, seul pour le tout des Eaux et Forêts par tout le royaume ». En 1396, il interdit par une ordonnance la pratique de la chasse par le tiers-état.

### LeXVesiècle, la forêt «gonfle» le trésor
Au XVe siècle, la réglementation des forêts et des droits d’usages rapporte beaucoup d’argent au royaume. Les Eaux et Forêts sont renforcées. S’intéressant beaucoup à la chasse, Charles VI rédige une ordonnance sur la chasse et les Eaux et Forets.

### LeXVIesiècle, les évolutions de l’organisation forestière
Au XVIe siècle, les Eaux et Forêts voient leurs missions grandir. Elles sont chargées de la surveillance des autres forêts du royaume et la réglementation de la chasse. En effet, François Ier veut des forêts giboyeuses et sources de profits. La technicité forestière fait alors un grand pas.
L’ordonnance de 1516 rénove l’administration forestière et réglemente la chasse tandis que trois autres ordonnances traitent de la conservation des forêts, dans l’intérêt public. Il s’agit des ordonnances de 1518 sur le Code pénal forestier, de celle de 1520 comportant des mesures autoritaires à l’égard des particuliers, et de l’ordonnance de 1537 relative aux hautes futaies appartenant au corps ecclésiastique.
Alors qu'au début les coupes sont martelées après adjudication par les arpenteurs, les grands maîtres et Gruyers, une ordonnance de 1523 ordonne de les marteler avant l’adjudication. Il s’agit des prémices du martelage en délivrance (à l’époque précédé d’un martelage d’assiette) et martelage en réserve.
En 1555, le pouvoir royal institue une maîtrise dans chaque bailliage ou sénéchaussée. Les « maîtres », appelés « maîtres particuliers » dès 1575, nomment et révoquent les préposés aux coupes ordinaires des taillis, procèdent aux arpentages (aidés par des arpenteurs jurés et par des gardes-marteaux), règlent les conflits (leur compétence s'étendant jusqu'au violations des règlements sur la chasse et la pêche).
Dans son édit de 1559, François II rédige sur les juges de dernier ressort créé auprès de chaque Table de marbre. Charles IX fait deux ordonnances sur la gestion de la forêt, ainsi que celle de 1566, « Ordre d’arpentage général des forêts royales ».
Henri III a joué un rôle important dans l’organisation des Eaux et Forêts, notamment par son édit de mai 1575 supprimant les grands maîtres souverains et créant six offices de grands maîtres enquêteurs et généraux réformateurs. En 1583, une ordonnance sur les droits d’usages est rédigée. Il instaure également en 1588 le contrôle des jugements des grands maîtres par les juges de dernier ressort.
Mais c’est à Henri IV que l’on doit en 1597 un édit qui instaure un Règlement Général des Eaux & Forêts. Le « tiers en réserve » est alors rétabli, les forêts royales sont bornées et aménagées. Cependant, la fin du XVIe siècle est marquée par de nombreuses guerres (de Religion, de 30 ans…), et la forêt est alors pillée pour renflouer les caisses du royaume. Les Eaux et Forêts subissent un gros dysfonctionnement.

### LeXVIIesiècle, les réformes du ministre Colbert

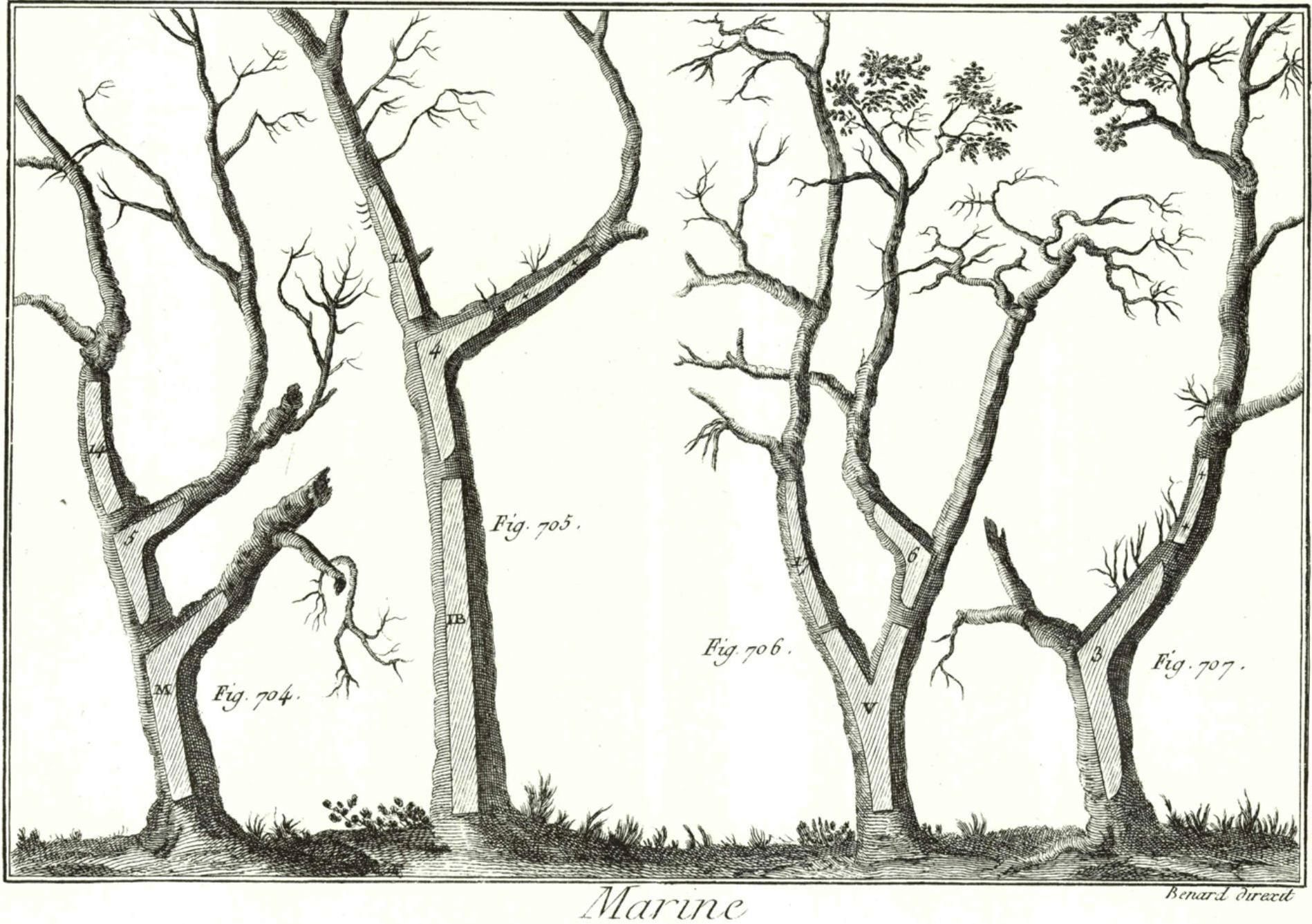
Arbres avec exemples de bois tors, pièces de bois pour la construction navale.
Les réformes de Colbert sur les forêts ont pour but essentiel d'approvisionner en bois les arsenaux de marine (gravure du XVIIIe siècle, Encyclopédie méthodique marine).

Au XVIIe siècle, la forêt française vit une profonde transformation. En effet, Colbert entreprend une grande réforme de l’administration forestière qui durera près de 20 ans. Cette réformation générale des forêts est adoptée au Conseil du roi le 15 octobre 1661. Elle commence par la fermeture des forêts royales. Tous les ayants droit doivent apporter leurs papiers et justifier de leurs privilèges ou de leurs possessions. Sous Colbert, 70 000 arpents de bois sont réintégrés au domaine royal[réf. nécessaire]. Les recettes des forêts royales sont multipliés par 20, passant de 50 323 livres en 1662 à 1,05 million de livres en vingt ans. Colbert, fasciné par les forêts du Canada (« c'est un trésor qu'il faut soigneusement conserver »)[réf. nécessaire], cherche également à pérenniser l'approvisionnement en bois de marine, la construction d'un vaisseau de guerre à cette époque nécessitant entre 3 000 et 4 000 chênes centenaires.
L'ordonnance de 1669 « sur le fait des Eaux et Forêts » dite de Saint-Germain-en-Laye (13 août 1669), instaure des règles strictes de martelage : les prélèvements forestiers doivent tenir compte de la possibilité des forêts. En Bretagne, les droits de chauffage sont révoqués ou révisés. Dans les Pyrénées et en Auvergne, des milliers de plans d'inventaire sont adressés à Colbert par Louis De Froidour de Sérizy.
Des hommes, comme Pierre Lallement de l'Estrée et Louis De Froidour de Sérizy, lieutenant général des Eaux & Forêts depuis 1651 sont nommés grands maîtres des Forêts. L’ordonnance de 1669 divise le domaine forestier en 18 « grandes maîtrises » et 134 maîtrises [réf. nécessaire]. L’édit d’avril 1667 est alors appliqué, portant suppression des anciens offices de grands maîtres et réductions du nombre d’officiers des maîtrises particulières à un maître particulier (caractérisé par son épée), un lieutenant (caractérisé par sa longue robe), un procureur du roi particulier (caractérisé par sa longue robe), un garde-marteau, arpenteur, greffier, gruyer, huissier et autre audiencier, le garde général (caractérisé par sa casaque brodée et son épée) et un nombre de gardes suffisants[réf. nécessaire]. Un nouvel édit en 1689 a créé 16 grands maîtres.
En 1694, l’administration royale chargée des forêts attribue aux sergents et gardes la surveillance et police de la forêt, et aux officiers de la maîtrise la tenue des audiences forestières.
Plusieurs marteaux existent à cette époque, dont le marteau royal (plus tard le marteau de l’État), les marteaux particuliers des agents, le marteau des arpenteurs, le marteau des adjudicataires et le marteau des agents de la marine (non décrit ici). Le marteau royal, d’abord un cercle à trois Fleurs de Lys, il n’en garda plus qu’une lors des grandes réformes de maître Colbert. Ce marteau servait uniquement au marquage en réserve, et bénéficiait de grandes précautions pour la sûreté. Le marteau particulier des agents du royaume doit avoir une circonférence différente du marteau du Roi, et était empreint de l’arme (grand maître) et des premières lettres du nom et surnom (le reste des agents). Ce marteau sert principalement au marquage des bois en délit. Les mêmes règles pour le marteau des arpenteurs, sauf qu’il servait à délimiter la coupe (coupe celui de la maîtrise et du Roi). Les marteaux des adjudicataires avaient l’empreinte déposée au greffe et servaient à marquer les bois vendus. Ils étaient détruits après coupe.

### LeXVIIIesiècle, les grands chambardements
Le successeur de Louis XIV, Louis XV, fait paraître de nombreux arrêts et édits pour réglementer l’accès à la forêt ainsi que pour les bois de marine. C’est pour cela qu’un édit du 13 décembre 1719 instaurait la peine de mort contre ceux qui allumeraient un feu en forêt et dans les bruyères. C’est d’ailleurs ce roi qui instaura la séparation de la police des cours d’eau (1740). Des hommes comme Buffon et Réaumur ont été des forestiers de talent. Jacques Le Ray de Chaumont, grand-maître des Eaux et Forêts de Blois a également marqué cette époque. Louis XVI est également préoccupé par les bois de marine.
À la fin du XVIIIe siècle viennent la Révolution française et le Directoire. Les forêts, royales ou non, se font piller, et les défrichements sont nombreux du fait de l’évolution de la population française, plus de 500 000 hectares disparaissent. L’administration forestière demande de l’aide à l’armée. Malgré ces événements, les avancées sylvicoles et d’aménagements forestiers sont considérables. Beaucoup de nobles étudient la forêt et son fonctionnement. 23 forestiers sont inscrits dans le Dictionnaire historique de la Révolution et de l’Empire de 1898 par le docteur Robinet, pour avoir joué un rôle politique important. 

#### La Constituante (1789-1791)
Sous l'Assemblée nationale constituante, sur le rapport de Barère au nom du Comité des affaires domaniales soulignant « la nécessité de prévenir ou d’arrêter les dégâts qui se commettent en forêt » le législateur par la loi du 11 décembre 1789 place les forêts « sous la sauvegarde de la Nation...»,. Cet appel pour prêter « main forte » aux Maîtrises des Eaux et Forêts, toujours en place mais que l'on savait en sursis, fut sans effet et compliqua la situation par une mauvaise interprétation de la loi, certaines municipalités s'arrogeant le droit de gestion des forêts, allant jusqu'à expulser et malmener les gardes et officiers des Maîtrises. La dévastation des forêts est telle que par la Proclamation du roi du 3 novembre 1789, il est réaffirmé que « L'Ordonnance [de 1669] est toujours en vigueur».
Egalement sur le rapport de Barère, la loi du 11 septembre 1790, réaffirme le principe de l’inaliénabilité des forêts de l’Etat quasiment dans les mêmes termes que l’Ordonnance de 1669.
Les lois du 16-24 août 1790 instituent la séparation partielle des affaires administratives et judiciaires. Puis le 7 septembre 1790, l’Assemblée nationale retire aux maîtrises des Eaux et Forêts leur pouvoir judiciaire (Table de marbre) attribué désormais aux tribunaux ordinaires, avant de supprimer les Maîtrises en 1791. La gestion des forêts est confiées « aux municipalités » sous le contrôle des forestiers.  
La loi-cadre du 29 septembre 1791, sur l’administration forestière est le dernier texte voté par la Constituante, sur le rapport du député Pison du Galand. Elle servira de modèle à l'administration forestière du XIXe siècle et fonde des principes qui figurent toujours dans le droit forestier français. Son titre Ier introduit la notion de Régime forestier auquel sont « soumises » les forêts de l’État (« de la Nation ») et des collectivités locales (« les bois appartenant aux communautés d’habitants »). En revanche, les forêts privées, jusqu’alors soumises depuis l’Ordonnance de 1669 au contrôle des Maîtrises principalement concernant le défrichement, sont laissées à la libre gestion de leurs propriétaires « comme bon leur semblera ». Cette libéralité, désapprouvée par tout forestier digne de ce nom, eut des conséquences tellement catastrophiques en termes de défrichements, qu'elle sera aboli en 1803. Le titre II prévoit la réorganisation de l’administration forestière. L’organe central est dénommé « Conservation générale des forêts », dirigé par cinq « Commissaires de la conservation générale ». La Conservation générale des forêts disparaîtra de fait en février 1794 sous la Convention. Les Commissaires ont sous leurs ordres les Conservateurs à la tête de 35 Conservations qui se répartissant sur tout le pays composées de 303 Inspecteurs, de Gardes et Arpenteurs. A la Conservation des forêts de l'Ain, par exemple, le Conservateur Philibert-Charles-Marie de Varenne de Fenille (1730-1794), marqua son époque. Les cinq Commissaires sont désignés en octobre 1791,. Même si le Secrétaire de la Conservation générale, n'est pas effectivement nommé, ses fonctions sont assurées par Joseph-Alexandre Bergon, alors un des Premiers commis des Contributions. Cependant l'installation de la nouvelle organisation est « suspendue » en mars 1792 mais les Commissaires de la Conservation générale déjà nommés restent en place et les « ci-devant » Maîtrises sont maintenues provisoirement. En effet la question de l'aliénation ou pas des forêts nationales étant en suspens et la priorité du moment étant plutôt à la défense du territoire, la gestion des forêts passe en second plan. Il faudra attendre 12 ans, en 1801 sous le Consulat, pour que cette nouvelle administration des Forêts soit effective. Dans son dernier titre, la loi de septembre 1791 prévoit ultérieurement l’élaboration d’un Code forestier. Il ne sera établi qu’en 1827 sous la Restauration. 
La Révolution fait changer toutes les empreintes de marteaux, et le marteau royal devient marteau de l’État, dont l’empreinte est BN (Bois Nationaux) avec au milieu un faisceau de licteur surmonté d’un bonnet phrygien. Mais l’utilisation reste la même. À la Restauration, le marteau de l’État, servant au martelage et balivage, est représenté par une Fleur de Lys avec le numéro de conservation.

#### La Convention (1792-1795)
De fait la loi du 3 pluviôse an Il (1er février 1794) fait disparaître la Conservation générale des Forêts. En effet, le régime étant aux abois, sur demande du Comité de salut public, la Convention décrète ce jour-là « une coupe extraordinaire de bois dans toutes les forêts existant sur le territoire de la République », dont elle confie l'exécution, non aux administrations forestières locales, mais aux « Corps administratifs », c'est-à-dire aux responsables des districts.
Les missions de la Conservation générale des forêts sont assurées de juillet 1794 (messidor an II) à octobre 1795 (vendémiaire au IV) par la Commission des revenus nationaux, émanation du Comité des finances. Celle-ci est l’une des 12 Comités exécutifs créées par la Convention nationale le 1er avril 1794 (12 germinal an II), elles-mêmes ne prenant ses ordres qu’auprès du Comité de Salut public où Robespierre siège encore jusqu’à fin juillet 1794.

#### Le Directoire (1795-1799)
Puis arrive le Directoire, avec trois textes en 1796 en rapport aux forêts, dont l’arrêté du 15 germinal an IX sur l’uniforme vert.
Les forêts sont confiées à la « Régie des Droits d’Enregistrement, Timbres, Patentes et du Domaine national » et Joseph-Alexandre Bergon est le « Directeur de la correspondance relative aux bois et forêts ».

### LeXIXesiècle, la belle époque un peu mouvementée
Le XIXe siècle est l’âge d’or des Eaux et Forêts. Le XIXe siècle forestier ne commence vraiment qu'en 1820, cinq ans après le début de la première Restauration, par la mise en place d'une administration des Forêts autonome, indépendante de celle des Domaines, et ne s`achève qu`en 1914.

#### Le Consulat (1799-1804)

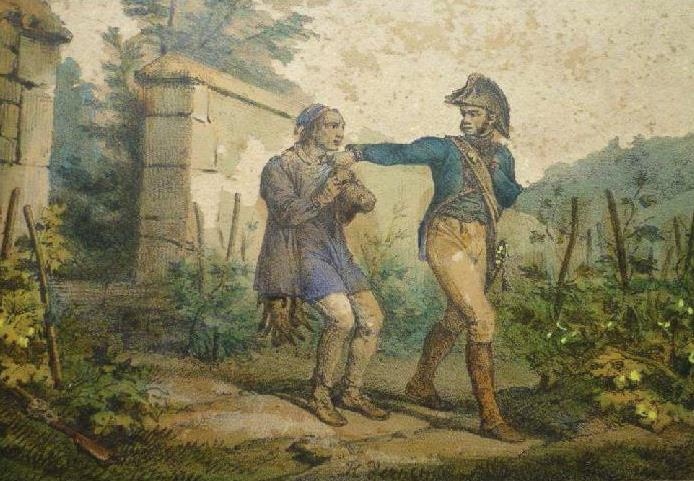
Garde forestier des Forêts Nationales de la 1re République, en habit bleu de l'an VII (1803), baudrier et sabre-briquet arrêtant un braconnier. Le garde est vraisemblablement un ancien militaire qui a perdu un bras. Peinture de Horace Vernet (1789-1863).

Sous le Consulat, outre quelques textes sur les ventes de bois et sur la restitution de biens, le décret législatif du 16 nivôse an IX (6 Janvier 1801) crée une nouvelle administration générale des Forêts, composée de 5 administrateurs généraux, et au maximum 30 conservateurs, 300 sous-inspecteurs, 500 gardes principaux et 8 000 gardes. La même année, l’arrêté des Consuls du 6 pluviôse an IX (26 Janvier 1801) sépare la nouvelle administration forestière de la Régie de l’enregistrement et des domaines. Les cinq admirateurs généraux, équivalents consulaires des cinq « commissaires de la Conservation générale des forêts » de la Constituante, nommés en janvier 1801, sont Bergon, Chauvet, Guéheneuc, Gossuin et Allaire. Ils s'occupent chacun des tâches réparties en cinq divisions.
Les recrutements dans l’administration forestière se font dans la hâte durant le Consulat, souvent sur des critères plus politiques que techniques, induisant du personnel peu qualifié ce qui fit écrire par Bernard Lorentz en 1801 « L’ignorance des forestiers est une des premières causes de la dégradations de nos forêts. ».
Par l'arrêt des Consuls du 9 ﬂoréal an XI (29 avril 1803)  la « Loi relative au régime des bois appartenant aux particuliers aux communes ou à des établissements publics » limite strictement les défrichements. Son application met un terme aux exploitations sauvages ravageant les forêts sur tout le territoire, et notamment à la liberté accordée par la loi de septembre 1791 aux particuliers d'user sans restriction de leurs biens forestiers.  

#### Le Premier Empire (1804-1815)
En 1805, sous le Premier Empire, l'administrateur général Joseph-Alexandre Bergon, devenu Conseiller d'Etat, est nommé Directeur général des forêts, placé directement sous les ordres du ministre des Finances Gaudin, qui lui-même ne fait qu'exécuter les décisions de l'empereur Napoléon 1er. Pour aider le nouveau Directeur général qui conserve les tâches de la 1re division, un secrétaire général est également nommé, les quatre administrateurs des forêts étant maintenus à la tête de leur division respectives jusqu'à la Restauration. 
En mai 1806, un décret impérial crée douze postes d`Inspecteurs généraux de l`administration forestière chargés de faire des tournées sur tout le territoire forestier pour contrôler forêts et forestiers de tout grade et d'en rendre compte aux autorités centrales. Parmi ces Inspecteurs généraux il y eut notamment Marcotte, Déliard, Duteil et de Vergennes.
Le marteau de l’État, qui garde toujours sa forme ronde et ses règles de stockage et d’utilisation, change d’empreinte pour arborer l’Aigle impériale avec le numéro de conservation. Les marteaux particuliers des agents changent aussi : conservateurs (lettre C et n° de conservation dans une empreinte hexagonale), inspecteurs (lettre I et n° de conservation dans une empreinte pentagonale), sous-inspecteur (lettres SI et n° de conservation dans une empreinte octogonale), garde général (lettres GG et n° de conservation dans une empreinte ronde de diamètre max. 28 mm), et garde particulier (lettres GP et n° de conservation sans forme déterminée). Le marteau des arpenteurs est un rectangle à angles coupés avec la lettre A et le n° de conservation comme empreinte.
Le premier empire marque aussi la première tentative d’enrôlement dans l'armée du service forestier : tous ceux qui voulaient intégrer l’administration des Forêts, étaient tenus de souscrire un engagement dans la Garde impériale (Jeune garde) :
- un régiment de flanqueurs-chasseurs de la Garde impériale à deux bataillons est créé en 1811, composé de jeunes gens de 18 à 30 ans, fils ou neveux de gardes-généraux et de gardes à pied et à cheval des forêts de la couronne et du domaine, et des forêts des communes de l’Empire,
- un régiment de flanqueurs-grenadiers de la Garde impériale est créé en 1813. À l'origine, des fils de gardes impériaux et de gardes forestiers qui étaient recrutés, puis les neveux ou frères de gardes forestiers.

Sous l’Empire, Napoléon place dans l’administration des forêts des quantités d’anciens militaires « réformés ».
Durant les Cent-Jours (mars - juillet 1815), Guéheneuc occupe de poste de directeur général des forêts, Bergon ayant conservé son poste au début de la Restauration en avril 1814, et ayant démissionné dès le retour de Napoléon en mars 1815.
| Période                      | Nom                                | Observations                                                                |
| ---------------------------- | ---------------------------------- | --------------------------------------------------------------------------- |
| novembre 1799 - janvier 1801 |                                    |                                                                             |
| janvier 1801 - 1805          | Pas de directeur général           | 5 Administrateurs généraux : Bergon, Chauvet, Guéheneuc, Gossuin et Allaire |
| 1805 - avril 1814            | Joseph-Alexandre Bergon            | Administrateur du ministère des finances                                    |
| avril 1814 - mars 1815       | Première restauration              | (cf. tableau ci-dessous)                                                    |
| mars 1815 - juillet 1815     | François Scholastique de Guéheneuc |                                                                             |

#### La Restauration (1814-1830)
Après la Révolution et les guerres de l'Empire, la situation du Trésor public au début de la Restauration est désastreuse. Le baron Louis, ministre des finances de Louis XVIII, est à l'initiative de la loi de Finances du 23 septembre 1814 par laquelle est décidée la vente et aliénation, fonds et superficie, de 300 000 hectares de bois de l'État, non nommément désignés. Le retour de l'île d”Elbe de Napoléon Ier n`arrêta pas le cours des ventes, bien au contraire. Le décret impérial du 26 mars 1815 confirma les ventes faites par l'administration royale. Finalement, environ 122 000 ha furent vendus de 1814 à 1824 rapportant une somme de près de 88 millions de francs.  
Louis XVIII réorganise l’administration centrale dans son ordonnance des 17-22 mai 1817 ; il démantèle ce qui avait été mis en place avant lui, en réaffectant l'administration des forêts à l'administration des finances (direction générale de l'enregistrement et des domaines), en maintenant seulement six Conservations. Ainsi des départements se retrouvent sans Conservation. François Marie Louis Barrairon assure à partir de 1817, jusqu'à sa mort en 1820, la double fonction de directeur général de l'enregistrement et des forêts. Il a sous ses ordres, Chauvet l'un des quatre administrateurs de la direction générale de l'enregistrement, des domaines et des forêts, « spécialement chargé de l'administration des forêts ». 
Par la suite, une ordonnance du 11 octobre 1820 réinstaure des administrateurs, au nombre de trois à la tête de l’administration royale forestière et un secrétaire général. Les administrateurs nommés sont MM. Chauvet, Marcotte et Raison et le secrétaire général est le baron du Teil. De 1820 à 1824, le rôle de directeur des forêts est assuré en alternance par Chauvet (en 1820, 1822 et 1824) et Marcotte (en 1821 et 1823). Les forêts dépendent toujours du ministère des finances.  
Louis XVIII restaure l’administration forestière avec son ordonnance du 26 avril 1824 relative à l’administration générale des Forêts et créant notamment une direction générale confiée au marquis de Bouthillier, et remet au goût du jour la foresterie de Colbert. C’est également en 1824, dans l’ordonnance que Charles X prend aux Tuileries le 1er décembre, que l’École royale forestière de Nancy voit le jour et dont Bernard Lorentz prend la direction. En 1827 naît le premier « Code forestier ». Les Eaux et Forêts se voient confier d’autres missions, comme la restauration des terrains de montagne, et des torrents.
Entre 1815 et 1830, on assiste à de nombreux changements des symboles figurant sur les marteaux d’État.
Durant les années 1820-1830, les méthodes d'intervention des forestiers français, importées d'Allemagne, évoluent pour devenir moins rigides et plus proches de la Nature. La plupart des forêts sont dotées d'aménagements réglant les traitements à leur appliquer.
| Période           | Nom                                                     | Observations |
| ----------------- | ------------------------------------------------------- | --- |
| avril 1814 - 1817 | Joseph-Alexandre Bergon                                 | Administrateur du ministère des finances (sauf durant les Cent-Jours, remplacé par François Scholastique de Guéheneuc)                             |
| 1817-1820         | François Marie Louis Barrairon                          | Directeur de l'enregistrement, des domaines et des forêts (secondé par l'administrateur Chauvet, chargé spécialement de l'admistration des forêts) |
| 1820-1824         | M. L. Chauvet (1761-1852) Charles Marcotte d'Argenteuil | Administrateurs occupant les fonctions de directeur en alternance.                                                                                 |
| 1824-1829         | Constantin-Marie-Louis-Léon de Bouthillier-Chavigny     | Militaire |
| 1829-1830         | Ferdinand de Bertier de Sauvigny                        | Militaire |

#### La monarchie de Juillet (1830-1848)

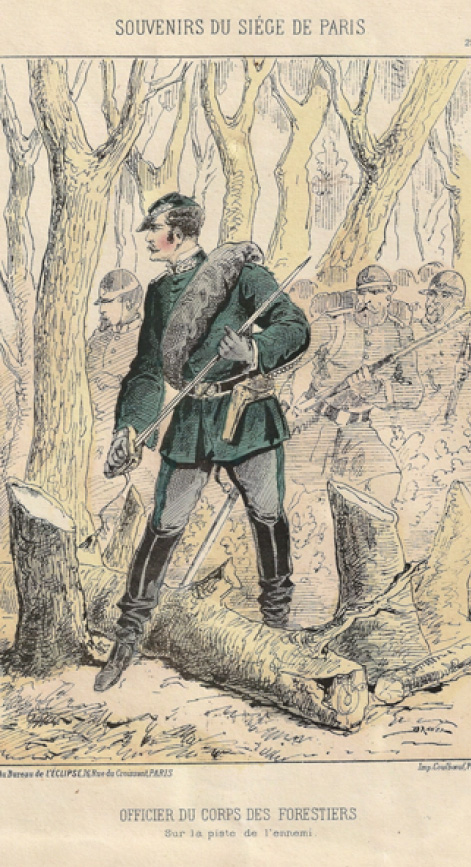
Officier d'une compagnie de guides-forestiers du régiment forestier lors du siège de Paris, 1870-71.

Le baron Louis, ministre des finances du premier gouvernement de Louis-Philippe, décide de renommer les administrateurs des forêts en « sous-directeur » avec une réduction substantielles de leurs appointements.
Le ministre de la guerre décide, par l’ordonnance du 4 août 1831, d’utiliser les gardes forestiers comme guides. Les guides-forestiers appelés en temps de guerre représentent la moitié des gardes forestiers en tant de paix. Trois lois sur la forêt sont par la suite adoptée, dont la loi du 3 mai 1844 instituant le permis de chasse.
C’est en 1831 qu'est modifié le marteau de l’État, sur le modèle que nous connaissons aujourd’hui. Il s’agit d’un cercle avec comme empreinte les lettres capitales gothiques AF (administration française), suivie du n° de conservation et de celui de l’inspection. En ce qui concerne les marteaux particuliers des agents (autres que conservateurs, inspecteurs, sous-inspecteurs, gardes généraux et gardes généraux adjoints), sont créés les marteaux des préposés (de l’arpenteur au brigadier [communal et domanial] en passant par le [communal et domanial] et le garde forestier cantonnier), affecté au poste et est transmis au successeur. La forme de celui de l’arpenteur est restée la même qu’auparavant. Celui du garde forestier cantonnier est un ovale, tous les autres sont carrés. L’empreinte est à chaque fois le sigle du grade, en lettres capitales romaines.
À partir de 1838, l'administration des Eaux et Forêts s'implante en Algérie coloniale où elle développe une législation forestière qui suscite de nombreux conflits.
| Période   | Nom                           | Observations |
| --------- | ----------------------------- | ------------ |
| 1830-1836 | Charles Marcotte d'Argenteuil |              |
| 1836-1838 | Léon-Victorin Legrand         |              |
| 1838-1839 | Hector Bresson                |              |
| 1839-1840 | Léon-Victorin Legrand         |              |
| 1840-1843 | Hector Bresson                |              |
| 1843-1848 | Léon-Victorin Legrand         |              |

#### La Deuxième République (1848-1852)
La Révolution de 1848 et la IIe République sont des années noires pour l'administration forestière : coupes sombres dans les effectifs, purges politiques, suppression brutale de crédits, ventes de forêts domaniales compromettent les progrès réalisés durant les 30 années précédentes.
Deux arrêtés paraissent en 1849. Celui du 14 janvier porte le nombre de conservations de 32 à 21, et celui du 29 avril de 21 conservations à 30. Un décret du 17 novembre 1852 réglemente le costume des agents des finances (poste, douane, trésor, forêt) en instituant la couleur dite « vert finance ».
| Période                    | Nom                                                 | Observations              |
| -------------------------- | --------------------------------------------------- | ------------------------- |
| 1848 - juin 1848           | Louis Auguste de Saint-Julle de Colmont (1792-1870) | Inspecteur des finances   |
| juin 1848 - avril 1849     | Jean-Baptiste Houdouard                             |                           |
| avril 1849 - décembre 1851 | Louis Brossard de Corbigny (1823-1908)              | Garde général des forêts. |

[source]

#### Le Second Empire (1852-1870)
Napoléon III, restaure l’administration civile des Eaux et Forêts qui est devenue une valeur sûre, dont les compétences techniques sont connues dans d’autres pays. Il rattache en 1862 le Service des dunes des Ponts et Chaussées à l’administration forestière.
Dès 1861, l'administration des Eaux et Forêts créée la première « réserve artistique » de 1 097 ha en forêt de Fontainebleau. Elle constitue la première réserve naturelle au monde, avant même la création du parc national de Yellowstone aux États-Unis.
| Période                   | Nom                           | Observations                                                                                                |
| ------------------------- | ----------------------------- | --- |
| février 1852 - avril 1852 | Léon-Victorin Legrand         | Inspecteur des finances                                                                                     |
| avril 1852 - 1854         | Antoine Blondel               | Inspecteur des finances                                                                                     |
| avril 1854 - 1857         | Louis Graves                  | Scientifique ; ancien administrateur dans l'Oise                                                            |
| 1857 - 1860               | Adolphe de Forcade Laroquette | Avocat |
| 1860 - 1865               | Henri Vicaire                 | Élève de l'école forestière de Nancy                                                                        |
| 1865 - 1868               | Jules Laydecker (1808 - 1875) | Inspecteur des finances                                                                                     |
| 1868 - 1877               | Henri Faré (1825 - 1894)      | Auditeur au Conseil d'Etat En 1877 l'administration des forêts est rattachée au ministère de l'Agriculture. |

[source]

#### La Troisième République (1870-1940)
C’est en 1870 que furent pensés les chasseurs forestiers. En effet, les forestiers demandèrent leur intégration dans l’armée et obtinrent un statut militaire en temps de guerre qui les soumettaient aux lois militaires (loi du 27 juillet 1872 [recrutement de l’armée], décret du 24 juillet 1873 [relatif à la réorganisation de l’armée]). Le décret du 13 mars 1875 institua un véritable corps militaire sous le nom des chasseurs forestiers. Le décret du 2 avril 1875 [relatif à l’organisation militaire du corps forestier] incorpora le personnel forestier dans les forces militaires. 
L’instruction militaire, dispensée 7 heures par semaine, entra alors à l’école de Nancy, dont les élèves sortaient avec le grade de sous-lieutenant et étaient affectés dans une unité de chasseurs forestiers.
En 1877, par un décret du 15 décembre, l’administration des forêts, jusqu'alors incorporée au ministère des finances, est rattachée au ministère de l’agriculture. Les pouvoirs de directeur général des Eaux et Forêts sont exercés par les sous-secrétaires d'État à l'Agriculture et au Commerce successifs jusqu'en janvier 1882. Les fonctions d’administrateurs sont confiées à cinq « inspecteurs généraux ».
Lors de la revue de l’armée du 14 juillet 1880, il a été distribué de nouveaux drapeaux à l’armée. Le président de la République tenait en bonne place les chasseurs forestiers, et remit alors au lieutenant-colonel Carraud, inspecteur général des Eaux et Forêts, commandant du régiment des forestiers à Paris en 1870, un drapeau flambant neuf. Le porte-drapeau désigné est le sous-lieutenant Panisset, garde général-adjoint des Eaux et Forêts. Ce jour-là, le corps militaire des forestiers défilait en tête d’armée.
Avec Jules Viette, nouveau ministre de l'Agriculture (de décembre 1887 à février 1889), intervient un décret controversé du 14 janvier 1888 réorganisant l’administration forestière au sein du ministère.
Le décret 18 novembre 1890 oblige les élèves de Nancy à s’engager pour 3 ans, dont une année comme sous-lieutenant dans une unité d’infanterie. Ce décret modifie également l’organisation, distinguant alors les conservateurs, les inspecteurs, les inspecteurs adjoints, les gardes généraux et gardes généraux stagiaires.
Bien que les chasseurs forestiers restent avant tout des forestiers et des militaires peu entraînés, le nombre de chasseurs forestiers à 6 500 agents et 280 officiers. Ce personnel était armé et équipé comme l’infanterie, mais l’uniforme réglementaire reste celui de l’administration forestière. Il existait alors 32 conservations puis 48 compagnies sur toute la France.
En 1897 est restituée la police et la gestion de la pêche fluviale. Le décret du 19 avril de l’année suivante reprend le titre traditionnel d’administration des Eaux et Forêts.
Une nouveauté intervient dans les marteaux des adjudicataires en 1898. Un article est abrogé, n’obligeant plus ainsi les adjudicataires de marquer les bois avec leurs marteaux. Ce marteau sera progressivement abandonné.
| Période               | Nom                          | Observations |
| --------------------- | ---------------------------- | --- |
| (1870) - 1877         | Henri Faré (1825 - 1894)     | (cf. tableau supra du Second Empire) |
| 1877 - 1882           | Cyprien Girerd Edmond Caze   | (Sous-secrétaires d'État à l'Agriculture et au Commerce faisant fonction de Directeurs généraux des Forêts) |
| 1882 - 1883           | Adolphe Lorentz (1817-1893)  | Inspecteur général des Forêts Fils de Bernard Lorentz |
| 1883 - 1884           | Paul Laurens (1834-1902)     | Préfet |
| 1885 - 1886           | Camille Colnenne (1832-1886) | Inspecteur général des Forêts |
| 1886 - 1887           | Henri Gabé (1826-1914)       | Inspecteur général des Forêts |
| 1887 - 1911           | Lucien Daubrée               | Conservateur des forêts Directeur intérimaire des forêts en 1887 puis Directeur général des forêts en 1888 Directeur général des Eaux et Forêts en 1911                                                        |
| 1911 - 1921           | Léon Dabat (1859-1931)       | Directeur de l’hydraulique et des améliorations agricoles, |
| 1921 - 1933           | Joseph Carrier (1869-1956)   | Ingénieur agronome et hydraulicien |
| 1933 - 1938           | René Chaplain (1873-1952)    | Inspecteur général des Eaux et Forêts |
| 1938 - septembre 1944 | Charles Colomb (1879-1963)   | Inspecteur général des Eaux et Forêts D'août 1940 à septembre 1944, sous le régime de Vichy, la direction générale des Eaux et Forêts est remplacée par une direction des forêts, de la chasse et de la pêche. |

### LeXXesiècle, une page se tourne, une autre arrive

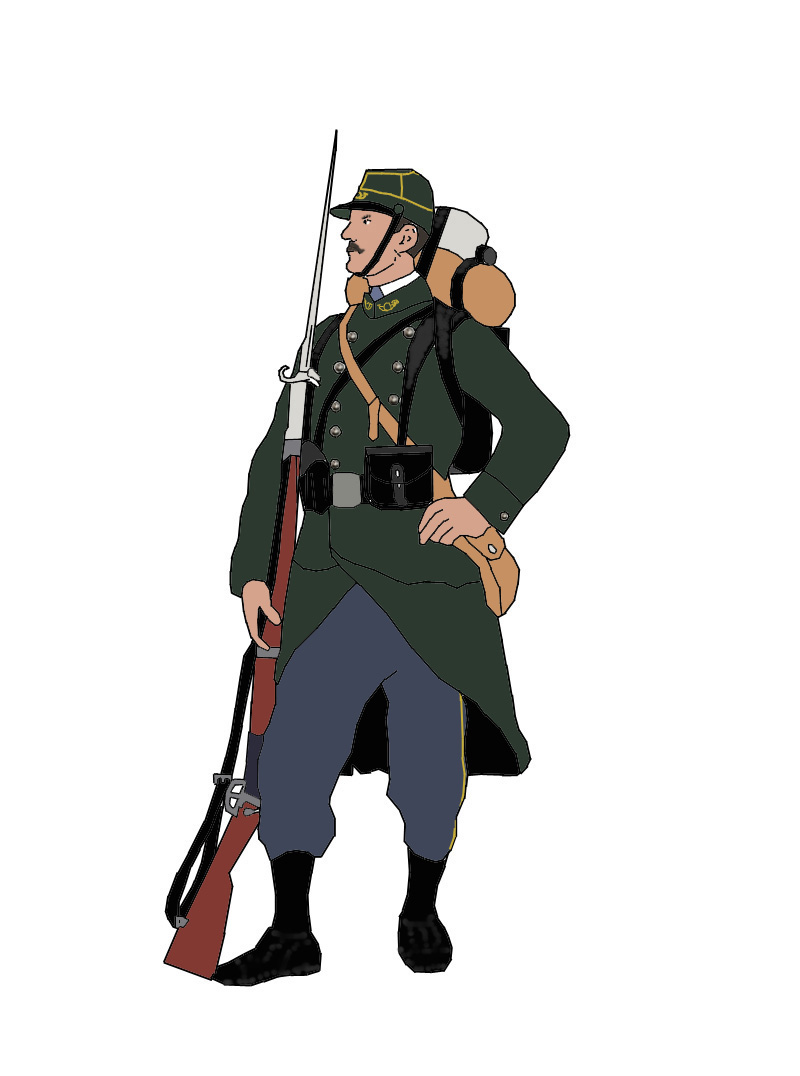
Chasseur forestier en tenue de campagne (uniforme forestier à pantalon gris-de-fer bleuté à passepoil jonquille et manteau vert finance) en 1916.

Le début du XXe siècle connaît la même évolution que la fin du XIXe siècle. La forêt est un milieu préservé et cultivé.
En 1903, le titre de Directeur général est rétabli. Un grand inventaire forestier voit le jour en 1908.
Dès 1913 le premier parc est créé en France par l'administration des Eaux et Forêts.
Par décret du 2 avril 1875, l’administration des Eaux et Forêts est intégrée aux forces militaires françaises et son personnel rattaché en temps de guerre aux compagnies de chasseurs forestiers. En temps de paix, le personnel sert à assurer la continuité du service forestier et sa surveillance et exercent leurs fonctions administratives dans la 21e région. En temps de guerre, elle a pour mission de favoriser la progression des troupes en campagne et d’appuyer le Génie dans l’approvisionnement en bois.

#### La Première Guerre Mondiale
En 1914, le ministre de la Défense modifie le fonctionnement des chasseurs forestiers, si bien qu'en été 1914, 18 compagnies de 150 à 250 chasseurs forestiers sont formées pour rejoindre les différents corps d’armée. Les chasseurs forestiers font partie des « troupes d'élite » et en portent les signes distinctifs et prennent une importance capitale dans l’administration forestière durant les deux grandes guerres. Les préposés doivent être âgés de 25 à 48 ans et les forestiers âgés de plus de 48 ans sont mobilisés mais affectés à l’arrière. Ils sont équipés et armés comme les fantassins qu’ils accompagnent et sont mêlés, dès les premiers mois de la guerre, à la violence des combats, sont intégrés dans les 1re lignes, et servent de guides et d’informateurs de l’armée. Pour illustrer ceci : la 1re compagnie de chasseurs forestiers, basée à Épinal en 1914 comprend 4 officiers et 220 chasseurs. Elle prend part aux combats dans les Vosges et dans le nord de la France. Le 4e bureau de l’état-major de l’armée crée une commission des forêts dont le travail est principalement de « préparer par tous voies et moyens la constitution des approvisionnements des bois de toutes espèces pour les besoins de l’armée »..
Un grand nombre de chasseurs forestiers fut décoré et leur drapeau unique reçoit alors la Légion d'honneur et la croix de guerre 1914-1918. En fait, la moitié des fonctionnaires supérieurs mobilisés des 87e, 88e, 89e, et 90e promotions sont décorés de la Croix de guerre, et trois sont chevaliers de la Légion d’honneur.
Les chasseurs forestiers défilèrent sur les Champs-Élysées le 14 juillet 1919 pour le défilé de la victoire avec le drapeau qui leur avait été remis le 14 juillet 1880. Les chasseurs forestiers de l’armée sont dissous le 3 juin 1939, et redeviennent l’administration civile des Eaux et Forêts. Le drapeau est remis à la garde de l’école forestière de Nancy. Il s’agit ici d’un grand privilège car il aurait dû être remis aux Invalides avec tous ceux des unités dissoutes.
On trouve aujourd’hui sur le monument aux morts de l’école nationale de Nancy, le nom de 96 anciens élèves, jeunes officiers, tués pendant la Grande Guerre. Il ne faut pas oublier également le grand nombre de chasseurs blessés et invalides que cette guerre a occasionné. De ce fait, la gestion forestière française a vécu une petite crise durant une quinzaine d’années, mais qui fut comblée après 1930.

#### Entre-deux-guerres
La loi Montagne est promulguée en 1922.

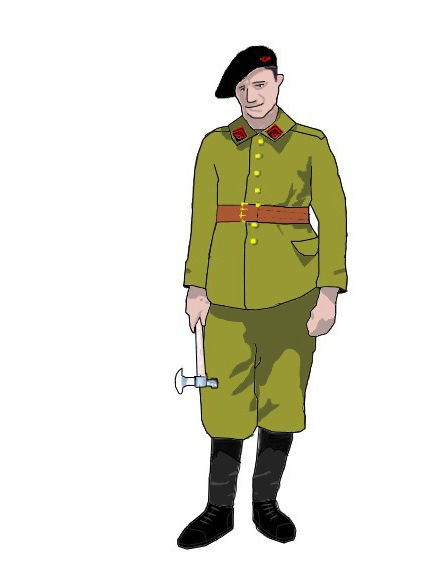
Sapeur-forestier en uniforme du génie en 1939.

Les forestiers furent alors rattachés au Génie, comme sapeurs-forestiers dans le service forestier des armées (SFA) à la demande du général en chef Maistre. L’objectif était l’approvisionnement en bois de l’armée française, que ce soit en bois de chauffage, bois de construction, bois de mines, traverses de chemins de fer ou piquets.
L'administration des Eaux et Forêts se divise en 1934 en 37 Conservations des Eaux et Forêts ; elles-mêmes subdivisées en Inspections, Cantonnements, Brigades et Triages. Un garde forestier a la charge d'un triage. Un Cantonnement est dirigé par un Garde général, jeune inspecteur adjoint sortant de l'École forestière de Nancy, qui a sous ses ordres 4 à 5 brigades. L’Inspection dirige 2 ou 3 cantonnements.

#### Après 1945
À la Libération, de nombreuses lois sont promulguées : FFN (Fonds forestier national) (1946), organisation de la forêt privée (1963). 
En 1953, les premières réserves biologiques dirigées et intégrales sont créées, en remplacement des réserves artistiques, supprimées en 1967.
En 1960, le statut de parc national est créé. Voient alors le jour quatre premiers parcs, le parc national de la Vanoise et celui de l'île de Port-Cros en 1963, celui des Pyrénées en 1967, et celui des Cévennes en 1970. Cette même année, une mission de création est formée pour un Parc national des Écrins, sur la base de l'ancien parc de la Bérarde devenu depuis 1962 une simple forêt domaniale.
A la création de l'Office national des Forêts en 1966, Les Conservations sont renommées Directions régionales, les Inspections s'appellent Centres de gestion dirigées par un ingénieur du génie rural des Eaux et Forêts (IGREF), les Cantonnements (appelés plus tard Subdivisions puis Divisions) sont dirigées par un ingénieur des travaux des Eaux et Forêts (ITEF), les Brigades renommées Districts puis Secteurs et enfin Groupes Techniques sont sous l'autorité d'un technicien forestier et enfin les Triages sont sous la responsabilité d'un agent technique forestier. Hors la Direction générale, sur le terrain, on compte au 1er janvier 1966, 22 Directions Régionales, 119 Centres de Gestion, 286 Cantonnements, 1090 Districts et 3800 Triages.
Mais la France a changé, les forêts et les techniques aussi. La Quatrième et la Cinquième République ont vu beaucoup de textes instituant des mesures de protection de l’environnement en général et donnant encore plus de pouvoir de constatation au personnel de l’administration des Eaux & Forêts. Sous le général de Gaulle, le ministre de l’Agriculture Edgard Pisani inspire la loi du 23 décembre 1964, instaurant par décret au 1er janvier 1966 l’établissement public industriel et commercial de l’Office national des forêts qui succède en partie à l'administration des Eaux et Forêts, et va devoir s'auto-financer, essentiellement par la vente de bois et la location de lots de chasse et de pêche.
| Période                      | Nom                                                       | Observations |
| ---------------------------- | --------------------------------------------------------- | --- |
| octobre 1944 - novembre 1944 | Paul Goully-Frossard (1882-1967)                          | Inspecteur général des Eaux et Forêts |
| novembre 1944 - mai 1946     | Marcel Leloup (1897-1968)                                 | Ingénieur des Eaux et Forêts Conseiller d'État en 1937 Auteur du « Rapport Leloup » de mai 1945 ayant été suivi par la création du Fonds forestier national Après 1946 directeur de la division des Forêts et des produits forestiers de la FAO |
| mai 1946 - 1949              | Bernard Dufay (1901-1978)                                 | |
| 1949 - 1964                  | François Merveilleux du Vignaux (1902-1982)               | Ingénieur des Eaux et Forêts |
| 1964 - 1965                  | Fernand Grevisse (1924-2002)                              | Maître de requêtes au Conseil d'État |
| 1965 - 1970                  | Louis Velay (1917-1980).                                  | Ingénieur des Eaux et Forêts |
| Après 1965                   | Directeurs généraux de l'Office national des forêts (ONF) | (cf tableau article ONF) |

Logo du GIP ECOFOR

En 1993 est créé le groupement d'intérêt public (GIP) ECOFOR (Ecosystèmes Forestiers) qui met en commun les moyens de plusieurs organismes publics (CNRS, INRA, CEMAGREF, IRD, CIRAD, AgroParisTech, l'Inventaire forestier national, l'ONF, le CNPF et l'Institut Technologique FCBA : Forêt, Cellulose, Bois, Ameublement) pour mieux connaître et gérer la forêt, et en particulier la biodiversité forestière et les services écosystémiques rendus par la forêt, qui prennent une importance internationale à l'occasion du sommet de la Terre de 1992 à Rio, où cependant le projet de convention internationale sur les forêts, porté par l'ONU a échoué, se transformant en une déclaration de principe.
En 2002, l’Office national des forêts est déclaré en réorganisation générale. En 2009, une nouvelle restructuration réorganise l’établissement public, commandité par une politique de réforme, et notamment la révision générale des politiques publiques. 
En 2009, un règlement national d’exploitation forestière (RNEF) est publié.